# Epidemia de tifus de 1914 en Barcelona
En otoño de 1914 se dio una epidemia de tifus (fiebre tifoidea) en la ciudad española de Barcelona en la que enfermaron unas 25.000 y murieron 2.134 personas. El principal foco de infección por la bacteria Salmonella typhi fue la contaminación del suministro de agua potable con las filtraciones de materias fecales de los pozos ciegos y fosas sépticas, a lo que le siguió la transmisión indirecta a través de la convivencia con las personas infectadas y de las telas contaminadas que se lavaban en los lavaderos públicos, lo que a su vez contaminó otras fuentes de agua.
La epidemia duró aproximadamente cuatro meses, entre septiembre y diciembre de 1914. A raíz de esta epidemia se decidió renovar parte de la infraestructura hidráulica de abastecimiento de agua de boca, lo que llevó a construir las estaciones de bombeo y almacenamiento de la Casa del Agua de Trinitat Nova y Trinitat Vella entre 1915 y 1919, y a renovar las canalizaciones con tuberías de hierro de parte de la ciudad.

## Contexto histórico
Con una presencia endémica del tifus en las ciudades de principios del siglo XX las epidemias de esta enfermedad eran algo relativamente frecuente. En Vigo ese mismo año de 1914 la epidemia de tifus mató a 994 personas de una población de 45.000, lo que supuso el fallecimiento de uno de cada cien habitantes. En Madrid se dio una epidemia cinco años antes, en la que murieron 567 personas de una población de más de 600.000 personas. En Barcelona se sucedieron otras epidemias en 1919, 1922 y 1932, la última de ellas provocando 232 defunciones.
Barcelona era una ciudad que los periodistas de la época describían como especialmente insalubre, con calles en las que se acumulaba el barro y la basura, y en la que los servicios municipales como la recogida de basura eran bastante deficientes y no llegaban a toda la población. Era habitual utilizar los patios de vecinos para criar animales como conejos o cerdos, los excrementos de los cuales iban a parar a las fosas sépticas comunales. Era también común criar las palomas en los tejados de los edificios, o encontrar vacas que se mantenían en las lecherías para abastecer a la ciudad de leche fresca. Muchas de las casas no contaban con instalaciones de agua potable por lo que la gente iba a buscar agua a las fuentes públicas. A principios de siglo Barcelona tenía 548 fuentes de agua, de las cuales 117 recibían agua de Moncada, y el resto de la Sociedad General de Aguas de Barcelona (SGAB). Muchas de las casas de la ciudad disponían de pozo propio para suplir las deficiencias del suministro de aguas públicas, pero el agua de estos pozos tenía mucha cantidad de sulfato de calcio y cloruro de sodio por lo que no disolvía bien el jabón y hervía muy lentamente.
Esta situación de insalubridad también se denunciaba desde el ámbito de la lucha obrera, como escribía el socialista catalán Josep Comaposada en las páginas de El Socialista en el contexto de la epidemia. Denunciaba que las autoridades se habían preocupado mucho de enunciar las modernidades que la ciudad presentaba con planes como el Plan Cerdà o los edificios y avenidas de la Exposición Universal de Barcelona de 1988, pero en realidad los barceloneses vivían en una de las ciudades más sucias de Europa, con problemas en el ámbito de las cloacas, no había habido preocupación en relación con los depósitos de agua en las casas ni de los hospitales, y no se habían modernizado los retretes de las viviendas, careciendo casi todas ellas de baño privado.
El alcantarillado de la ciudad se empezó a construir pocos años antes basado en un proyecto de Ildefons Cerdà, y gestionado por el ingeniero Pere Garcia Fària, y a principios del siglo XX ya se habían terminado las principales instalaciones. A partir de 1911 la empresa Fomento de Obras y Construcciones S.A. (FOCSA), que más adelante sería la actual Fomento de Construcciones y Contratas (FCC), empezó a gestionar el sistema de saneamiento de la ciudad junto con el de recogida de basuras; continuando su gestión hasta la actualidad. Pese a esto seguía siendo un sistema deficiente ya que no llegaba a toda la población.
A nivel demográfico la ciudad también había sufrido un aumento drástico de la población desde mediados del siglo XIX, después que se consiguieran derribar las murallas de la ciudad en la década de los 1850 gracias a movimientos higienistas como el Abajo las murallas, o del plan urbanístico de ampliación llamado Plan Cerdà iniciado en 1860; que entre otras cosas planificaba la construcción del barrio del Ensanche dando cabida a otras 800.000 personas. La población se llegó a triplicar entre 1850 y 1914, pasando de 180.000 a unas 600.000 personas.

## Desarrollo de la epidemia

### Septiembre y octubre
El servicio de abastecimiento de agua potable era facilitado por dos empresas, la empresa municipal Aguas de Montcada que transportaba agua proveniente de la estación de bombeo de agua subterránea Casa de les Aigües de Montcada i Reixac i y la privada SGAB que se abastecía en el río Llobregat. Los primeros en anunciar un incremento de los casos de fiebre tifoidea fueron los médicos de Sant Andreu, a finales de septiembre. La epidemia estalló poco después, y fue cuando Ramon Turró, el director del Laboratorio Bacteriológico Municipal, comunicó que había detectado el tifus en la fuente de la calle Aristóteles (hoy Ramon Batlle), así como en las de Gràcia, Eixample y Ciutat Vella. Las autoridades no reconocieron el aumento de casos y no se clausuró ninguna fuente infectada hasta finales de octubre, y se limitaron a advertir que no se bebiese de la fuente del Canari de la calle Caspe. Al poner de manifiesto que la causa de la epidemia eran las fuentes con agua de Moncada, Turró fue fuertemente atacado en una campaña de prensa, lo que lo llevó a escribir un artículo en su defensa titulado "En defensa propia", citado en el libro Homenots de Josep Pla.
Por otro lado un abogado de la empresa competidora de Aguas de Montcada, la SGAB, señaló en un mapa los domicilios de los infectados. Los puntos se arremolinaban alrededor de determinadas fuentes públicas: Barri Vell, Eixample, Consell de Cent, La Barceloneta. Esto evidenció entre otras cosas que no se realizaban análisis de control diario del agua.

### Noviembre
El 6 de noviembre, después de varias semanas de epidemia, se establecieron una serie de preceptos y actuaciones del ayuntamiento como la instalación de aparatos de destilación en una fuente pública de cada barrio, limpieza de las calles (tanto de basura como de barro), el análisis de todas las fuentes públicas y la instalación de otras provisionales, medidas higiénicas sobre el tratamiento de los enfermos y sus deposiciones y la disposición de camas sobrantes en los hospitales.
El 10 de noviembre la Comisión Popular Pro Barcelona, formada por 300 asociaciones no políticas, convocó una manifestación en plaza de Cataluña en protesta contra los regidores y contra la política de abastecimiento de las aguas del Ayuntamiento, ya que en ese momento ya se consideraba que el agua de Moncada era la responsable de la epidemia. Pese a tener el permiso del Ayuntamiento la Guardia Civil terminó cargando contra los manifestantes, provocando la hospitalización de dos  personas por heridas de armas de fuego, y provocando graves disturbios.
El ayuntamiento anunció que el 17 de noviembre empezaría el proceso de desinfección de la red de distribución de las aguas de Moncada, pidiendo al público que se abstuviera de consumirla mientras saliera coloreada. También empezaron a realizar inspecciones periódicas de la higiene de los lavaderos públicos, cerrando algunos de ellos, así como de ciertos productos alimentarios como los embutidos, la leche o el vino.
La Junta Provincial de Sanidad publicó a mediados de mes una serie de consejos para evitar el contagio de tifus:
- No comer verduras crudas

- La verdura y la lechuga deberán ser lavados con agua hervida; y mucho mejor no comerlos

- Los platos y utensilios de cocina serán fregados con jabón y lejía y serán enjuagados con agua hervida

- Beber el agua y la leche, hervidas previamente durante diez minutos. El agua mineral embotellada de origen, si no puede ser hervida se le añadirá un gramo de ácido cítrico

- Se recomienda el agua mezclada con vino

- Lavarse las manos antes y después de cada comida, y prescindir de antiguas costumbres como el apretón de manos o besarse

- Comer carne o pescado perfectamente fresca y bien cocinada

- Abstenerse de comer pastelería, embutidos y ostras

- Prevenir-se con la vacuna antitífica, previa prescripción facultativa

- Las personas que cuiden a enfermos no tienen que olvidar ninguna precaución, desinfectar dos veces los lavabos con cal o lejía, y procurar que la ropa sucia del enfermo sea lavada correctamente, aislándola mediante lejía. No se deben alquilar las habitaciones infectadas sin un tratamiento higiénico adecuado

El 21 de diciembre se terminó definitivamente el hospital provisional de barracones llamado Hospital de Infecciosos del Parc, que con el tiempo se convertiría en el actual Hospital del Mar. En ese momento hospital contaba con 72 camas, tres médicos, pudiéndose ampliar a 400 camas de ser necesario. Las curas estaban a cargo de las Hermanas de la Caridad.
El 30 de noviembre el inspector provincial de sanidad de aquel momento, llamado Trallero, presentó un informe en el cual concluía que todas las contaminaciones fueron de origen hídrico, añadiendo que un 10% de los contagios fue por contacto directo. En cuanto al origen de las aguas contaminadas se concluyó que el 70% de contagios correspondía a las aguas de Moncada, y el 20% restante se dividía entre aguas particulares y las aguas del Valles propiedad de la Compañía General de Aguas de Barcelona.

### Diciembre
A principios de diciembre, con una tasa de 80 muertes diarias, el ayuntamiento aprobó una nueva tasa municipal para los entierros con el objetivo de evitar que los entierros se celebraran durante las horas en las que la gente estaba más en la calle. La tasa se dividía en franjas horarias: de 9 a 11 de la mañana se pagarían 250 pesetas, de 11 de la mañana a 2 de la tarde 500 pesetas, y a partir de las 2 de la tarde 1000 pesetas. 
Ante la presión popular se terminaron clausurando las fuentes abastecidas por Aguas de Montcada; lo que llevó al cese de la epidemia a principios de diciembre. A la larga, SGAB se quedó con el suministro de agua de la ciudad y lo renovó con agua procedente del río Ter. 
El jueves 17 de diciembre de 1914 la Comisión Permanente de la Junta de Sanidad dio por terminada la epidemia. Pese a esto el médico Lluís Claramunt i Furest sostuvo que la epidemia se alargó de forma intermitente hasta mediados de enero de 1915. Las fuentes estadísticas difieren en cuanto al número de víctimas pero el Boletín Municipal del Ayuntamiento de Barcelona, reproducido en la revista Medicina social, contabilizó 2134 muertos repartidos de la siguiente manera: 158 en octubre de 1240 en noviembre, 562 en diciembre y 184 en enero de 1915.
Aparte de la epidemia otra de las causas de la elevada mortalidad fue la expansión de bulos y falsos remedios, o la negación de la epidemia. Muchos  laboratorios de la época corrieron a vender milagrosos remedios contra la enfermedad, entre los que se encontraban productos tan caseros como el zumo de limón y el agua hervida o el caldo claro, lo que debilitaba todavía más a los enfermos. El Hospital Clínico tuvo que desmentir públicamente las afirmaciones de que no daban de comer a sus pacientes. Otros no bebían otra cosa que vino o cerveza, la cervecera barcelonesa Moritz se apresuró a comunicar que ninguno de sus empleados se había contagiado. El ayuntamiento intentó luchar contra los vendedores de remedios fraudulentos, previniendo a la población y multando a algunos de ellos.